# Konstens vecka
Konstens vecka arrangerades för första gången 1985 i Sverige. Som förlaga användes man den internationella konstveckan som hade startat några år tidigare av Unesco-organisationen IAA (International Association of Art). Man ville med den internationella konstveckan rikta uppmärksamheten på bildkonsten runt om i världen men även hjälpa konstnärer som exempelvis levde i totalitära stater och ge dem en möjlighet att visa upp sin konst i olika sammanhang. 
Syftet med den svenska versionen av konstens vecka formulerades i fem punkter som man skulle kunna sammanfatta med att man ville skapa uppmärksamhet för bildkonsten i hela landet, inspirera organisationer, kommuner med flera att arrangera egna evenemang under Konstens vecka, samt att visa nya former av konst under nya och intresseväckande former. Konstens Vecka var alltså en vecka fylld med debatter, föredrag, studiebesök, utställningar och andra konstevenemang. 
Konstens vecka var ett samarbete mellan Sveriges Konstföreningars Riksförbund, Konstnärscentrum, Konstfrämjandet, Konstnärernas Riksorganisation (KRO) och Riksutställningar som administrerade det hela. Kulturrådet stödde Konstens vecka med ekonomiska medel och Kommunförbundet fungerade som rådgivare. 
Konstens vecka upphörde officiellt i slutet av 1990-talet, men har levt kvar runt om i landet ute bland konstföreningarna som har fortsatt att arrangera olika konstevenemang under vecka 40. 
Under mångkulturåret 2006 tog Sveriges Konstföreningar därför initiativet att återuppväcka Konstens vecka. Invigningen 2006 skedde i Kungsbacka och Konstens vecka fick ett mångkulturellt tema. 
Under 2007 lanserades Konstens vecka på bred front med egen affisch och webbplats. Invigningen skedde i Östersund och följdes av olika evenemang runt om i Sverige. 